# Портрет Ильи Ивановича Алексеева
«Портрет Ильи Ивановича Алексеева» — картина работы Джорджа Доу и его мастерской из Военной галереи Зимнего дворца.
Картина представляет собой погрудный портрет генерал-лейтенанта Ильи Ивановича Алексеева из состава Военной галереи Зимнего дворца.
Во время Отечественной войны 1812 года Алексеев был шефом Митавского драгунского полка и командиром отдельной кавалерийской бригады, находился сначала в Финляндии, а затем присоединился к 1-му пехотному корпусу П. Х. Витгенштейна. Отличился в сражениях при Полоцке и Березине. Во время Заграничных походов был тяжело ранен в сражении при Лютцене и вернулся в строй уже после взятия Парижа. Во время кампании Ста дней командовал 3-й драгунской дивизией и находился при блокаде ряда крепостей во Франции.
Изображён в генеральском вицмундире образца от 6 апреля 1814 года. Слева из-под эполета видна звезда ордена Св. Анны 1-й степени, поверх неё из-под борта мундира выступают кресты орденов Св. Владимира 2-й степени и прусского Красного орла 2-й степени; на шее крест ордена Св. Георгия 3-го класса; справа серебряная медаль «В память Отечественной войны 1812 года» на Андреевской ленте, крест сицилийского ордена Св. Януария и звезда ордена Св. Владимира 2-й степени. С тыльной стороны картины надпись Aleksaeff. Подпись на раме: И. И. Алексѣев, Генерал Маiоръ (ошибочно, в генерал-лейтенанты произведён в 1815 году за отличие при осаде Меца).
7 августа 1820 года Комитетом Главного штаба по аттестации Алексеев был включён в список «генералов, заслуживающих быть написанными в галерею» и 6 ноября 1821 года император Александр I повелел написать портрет для Военной галереи. Поскольку сам Алексеев на тот момент был начальником 1-й драгунской дивизии и проживал в Москве, то 12 ноября 1821 года Инспекторским департаментом Военного министерства Алексееву было направлено предписание «портрет его Высочайше повелено написать живописцу Дове, посему если изволит прибыть в Санкт-Петербург, то не оставить иметь с Дове свидание». Известно, что в начале марта 1822 года Алексеев приезжал в столицу, и именно тогда Доу сделал с него портретный эскиз, а 1 июля того же года уже получил гонорар за готовую работу. 7 сентября 1825 года портрет поступил в состав Эрмитажного собрания. Хранитель британской живописи в Эрмитаже Е. П. Ренне со ссылкой на В. К. Макарова, сообщает, что при написании галерейного портрета Доу, вероятно, пользовался портретом Алексеева работы В. А. Тропинина. Современное местонахождение возможного портрета-прототипа не установлено.
В 1840-е годы в мастерской И. П. Песоцкого с портрета была сделана литография, опубликованная в книге «Император Александр I и его сподвижники» и впоследствии неоднократно репродуцированная. В части тиража была напечатана другая литография с этого портрета, отличающаяся мелкими деталями.